# العلاقات الروسية الصربية
العلاقات الروسية الصربية هي العلاقات الثنائية التي تجمع بين روسيا وصربيا.

## مقارنة بين البلدين
هذه مقارنة عامة ومرجعية للدولتين:
| وجه المقارنة                                              | روسيا                                   | صربيا                                                      |
| --------------------------------------------------------- | --------------------------------------- | ---------------------------------------------------------- |
| المساحة (كم2)                                             | 17.08 مليون                             | 88.36 ألف                                                  |
| عدد السكان (نسمة)                                         | 146.80 مليون                            | 7.02 مليون                                                 |
| الكثافة السكانية (ن./كم²)                                 | 8.59                                    | 79.45                                                      |
| العاصمة                                                   | موسكو                                   | بلغراد                                                     |
| اللغة الرسمية                                             | اللغة الروسية                           | اللغة الصربية                                              |
| العملة                                                    | روبل روسي                               | دينار صربي                                                 |
| الناتج المحلي الإجمالي (بليون دولار)                      | 1.58 تريليون                            | 41.43 مليار                                                |
| الناتج المحلي الإجمالي (تعادل القوة الشرائية) بليون دولار | 3.69 تريليون                            | 100.13 مليار                                               |
| الناتج المحلي الإجمالي الاسمي للفرد دولار أمريكي          | 9.09 ألف                                | 5.24 ألف                                                   |
| الناتج المحلي الإجمالي للفرد دولار أمريكي                 |                                         | 13.59 ألف                                                  |
| مؤشر التنمية البشرية                                      | 0.798                                   | 0.771                                                      |
| رمز المكالمات الدولي                                      | +7                                      | +381                                                       |
| رمز الإنترنت                                              | .ru، .рф، .рус ‏، .su                    | .rs، .срб ‏                                                 |
| المنطقة الزمنية                                           | Magadan Time ‏، ت ع م+02:00، ت ع م+12:00 | توقيت وسط أوروبا، ت ع م+01:00، ت ع م+02:00، أوروبا/بلغراد ‏ |

## مدن متوأمة
في ما يلي قائمة باتفاقيات التوأمة بين مدن روسية وصربية:
- ترتبط كوفروف مع تشاتشاك باتفاقية توأمة.[16]
- ترتبط سرغيايف بوساد مع Sremski Karlovci [الإنجليزية]‏ باتفاقية توأمة.[17]
- ترتبط إيليكتروستال مع كروشيفاتس باتفاقية توأمة منذ 20 ديسمبر 2010.[18][19][20][21]
- ترتبط إيركوتسك مع نوفي ساد باتفاقية توأمة منذ 2007.
- ترتبط روزا مع تشاتشاك باتفاقية توأمة.
- ترتبط بيلغورود مع نيش باتفاقية توأمة منذ 14 أبريل 2004.
- ترتبط فولغوغراد مع كروشيفاتس باتفاقية توأمة منذ 1966.[22][22][22]
- ترتبط أوترادناي مع باتشكا بالانكا باتفاقية توأمة.
- ترتبط نوفوتشركاسك مع Sremski Karlovci [الإنجليزية]‏ باتفاقية توأمة.
- ترتبط ريازان مع كروشيفاتس باتفاقية توأمة.
- ترتبط نيجني نوفغورود مع نوفي ساد باتفاقية توأمة منذ 1991.
- ترتبط أودينتسوفو مع كروشيفاتس باتفاقية توأمة.
- ترتبط سوتشي مع تشاتشاك باتفاقية توأمة منذ 2012.
- ترتبط أوريول مع نوفي ساد باتفاقية توأمة منذ 5 يناير 2003.[23][23][23][23]
- ترتبط توبولسك مع بيخا باتفاقية توأمة.
- ترتبط كورسك مع أوزيتشى باتفاقية توأمة منذ 1990.
- ترتبط باتايسك مع Novi Bečej [الإنجليزية]‏ باتفاقية توأمة.
- ترتبط أرزاماس مع Ruma [الإنجليزية]‏ باتفاقية توأمة.

## منظمات دولية مشتركة
يشترك البلدان في عضوية مجموعة من المنظمات الدولية، منها:
| علم المنظمة | اسم المنظمة                          | تاريخ انضمام روسيا | تاريخ انضمام صربيا |
| ----------- | ------------------------------------ | ------------------ | ------------------ |
|             | المنظمة الهيدروغرافية الدولية        | ?                  | ?                  |
|             | منظمة الشرطة الجنائية الدولية        | 27 سبتمبر 1990     | ?                  |
|             | الاتحاد البريدي العالمي              | ?                  | ?                  |
|             | الفريق المعني برصد الأرض             | ?                  | ?                  |
|             | مجموعة الموردين النوويين             | ?                  | ?                  |
|             | مؤسسة التنمية الدولية                | 16 يونيو 1992      | 25 فبراير 1993     |
|             | منظمة الأمن والتعاون في أوروبا       | 1992               | 3 يونيو 2006       |
|             | مؤسسة التمويل الدولية                | 12 أبريل 1993      | 25 فبراير 1993     |
|             | مجلس أوروبا                          | 28 فبراير 1996     | 3 أبريل 2003       |
|             | منظمة حظر الأسلحة الكيميائية         | ?                  | ?                  |
|             | منظمة التعاون الاقتصادي للبحر الأسود | 4 يونيو 1992       | 1 أبريل 2004       |
|             | الأمم المتحدة                        | 24 أكتوبر 1945     | 1 نوفمبر 2000      |
|             | الاتحاد الدولي للاتصالات             | 1866               | 1 يونيو 2001       |
|             | البنك الدولي للإنشاء والتعمير        | 16 يونيو 1992      | 25 فبراير 1993     |
|             | وكالة ضمان الاستثمار متعدد الأطراف   | 29 ديسمبر 1992     | 19 مارس 1993       |
|             | يونسكو                               | 21 أبريل 1954      | 20 ديسمبر 2000     |

## أعلام
هذه قائمة لبعض الشخصيات التي تربطها علاقات بالبلدين:
- ألكسندرا كرونتش (لاعبة كرة مضرب صربية، 15 مارس 1993 – )
- أوليا إيفانيسكي (فنانة صربية، 5 أكتوبر 1931[31][32] – 24 يونيو 2009[31][33])
- أوليفيرا مولدوفان (مُجدّفة كانوي صربية، 1 مارس 1989 – )
- الأميرة إليزابيث يوغوسلافيا (ناشطة حقوق إنسان صربية، 7 أبريل 1936 – )
- إيفان الرهيب (قيصر روسيا، 25 أغسطس 1530 – 18 مارس 1584)
- تمارا تشروفيتش (لاعبة كرة مضرب صربية، 31 أكتوبر 1994 – )
- فلاديمير فولكوف (لاعب كرة قدم مونتينيغري، 6 يونيو 1986[34] – )
- فيسنا دولونك (لاعبة كرة مضرب روسية، 21 يوليو 1989 – )
- فيكتور ترويسكي (لاعب كرة مضرب صربي، 10 فبراير 1986 – )
- نتاليا بوكلونسكايا (18 مارس 1980 – )
- نيقولاي غيراسيموفيتش كوزنيتسوف (11 يوليو 1904[35] – 6 ديسمبر 1974[35][36])
- يفغيني فيكتوروفيتش فوتشيتيتش (15 ديسمبر 1908 – 12 أبريل 1974)

## وصلات خارجية
- موقع وزارة الخارجية الروسية
- موقع وزارة الخارجية الصربية